# Ireneusz Fąfara
Ireneusz Fąfara (ur. 1959) – polski ekonomista i menedżer. Od 2024 prezes Orlenu.

## Życiorys
Jest absolwentem Akademii Ekonomicznej w Krakowie o specjalności Międzynarodowe Stosunki Gospodarcze oraz studiów podyplomowych na Politechnice Łódzkiej. Odbył praktykę na giełdach we Frankfurcie i Düsseldorfie. Ukończył kursy z zakresu: finansów, rynków kapitałowych i systemów emerytalnych organizowane m.in. przez Związek Banków Szwajcarskich oraz Austriacki Bank Centralny. Posiada licencję maklera papierów wartościowych.
W latach 1992–1998 pracownik Banku Energetyki i jego spółek zależnych. W latach 1998–2007 związany z Zakładem Ubezpieczeń Społecznych, w tym w latach 1999–2007 jako wiceprezes zarządu odpowiedzialny m.in. za informatyzację tej instytucji.
Od maja do lipca 2007 pełniący obowiązki prezesa, a następnie w latach 2007–2009 prezes zarządu Banku Gospodarstwa Krajowego.
W latach 2010–2017 był prezesem litewskiej spółki Orlenu, czyli Orlen Lietuva, zajmującej się przetwarzaniem ropy naftowej w rafinerii Możejki. W latach 2020-2024 był prezesem firmy 4Cell Therapies z Gliwic rozwijającej technologie w leczeniu nowotworów a od 2019 r. zasiadał w radzie dyrektorów kanadyjskiej spółki Helix Biopharma notowanej na giełdzie w Toronto, również specjalizującej się w dziedzinie terapii nowotworów. Od września 2018 r. jest także członkiem rady nadzorczej RockBridge TFI (dawny BPH TFI, jego właścicielem jest Altus TFI). W kwietniu 2024 został powołany na stanowisko prezesa Orlenu.

## Odznaczenia
- 2004 – Złoty Krzyż Zasługi za wybitne zasługi w pracy zawodowej na rzecz ubezpieczeń społecznych[11].